# 高千穗線
高千穗線（日语：／ Takachiho sen */?）曾經是一條連結日本宮崎縣延岡市的延岡站至同縣西臼杵郡高千穗町的高千穗站，屬於高千穗鐵道的鐵路線。2005年9月受颱風彩蝶災害而暫時停運，2008年12月28日全線廢除。
以前是日本國有鐵道（國鐵）大分鐵道管理局、九州旅客鐵道（JR九州）的路線。

## 概要
高千穂铁道高千穗线原本为国铁高千穗线，因被指定为特定地方交通线而被转换至高千穗铁道。该线沿五濑川沿岸连接宫崎县北部的工业都市延冈市和高千穗町。其中，位于深角和天岩户之间的高千穗桥梁（全长353米）高出水面105米，是日本最高的铁路桥。为此，从旧日本国铁时代起，电车就在桥上缓慢运行，让乘客欣赏风景和高处。
2005年9月6日，由于第14号台风引发的洪水，第一五濑川桥梁（川水流～上崎）和第二五濑川桥梁（龟之崎～槙峰）被冲毁，铁路因此停运。由于宫崎县和铁路沿线地方政府表示难以承担修复费用，因此高千穗铁道决定放弃修复和恢复运营，将全线转换为巴士运行。2007年9月6日，延冈至槇峰区间废止；2008年12月28日，包括高千穗至槇峰区间在内的全线废止。
但是，高千穗铁道表示，如果民间企业或集团要恢复和恢复运营，将考虑转让，宫崎县内外的多家公司提出了投标，成立了“神话高千穂观光铁道”作为恢复运营的公司。该公司将首先将部分恢复2008年12月停运的日野影温泉和高千穗区间的运行，然后旨在恢复日野影温泉至槇峰，并最终恢复2007年停运的至延冈的全线服务。2008年4月1日，“神话高千穂观光铁道”更名为“高千穗天照铁道”。目前，高千穗天照铁道以游乐设施的形式，在高千穗站和高千穗桥之间进行定期服务。从2022年起，列车开始运行至高千穂桥外的大平山隧道前，并且正在同日野影町就大平山隧道外的深角站一侧的恢复进行谈判。这是因为大平山隧道天岩户站一侧的60米范围内属于高千穂町，其余为日野影町管辖。
此外，在这条线上使用的车辆中，其中2辆（TR-102、TR-103）后来被拆解，另有2辆（TR-101、TR-202）在高千穂站内保存、2辆（TR-104、TR-105）在日之影温泉站内保存、2辆（TR-301、TR-302）在高千穗线未完工隧道内保存、2辆（TR-401、TR-402）出售给JR九州并用作观光列车“海幸山幸”，1辆（TR-201→ASA-300）被转售至阿佐海岸铁道。TR-202被设置在高千穗站作为驾驶体验用车。而转售至阿佐海岸铁道的列车（TR-201→ASA-300）于2020年停止运行，直至2022年为止，一直处于闲置状态，尚未拆解。

### 路線資料
- 路線距離（營業距離）：50.0公里
- 軌距：1067毫米
- 站數：19個（包括起終點站）
- 複線路段：沒有（全線單線）
- 電氣化路段：沒有（全線非電氣化（日语：非電化））
- 閉塞方式：特殊自動閉塞式

## 运行形态
所有列车均仅在本线内折返运行。本线日常采用一人控制，虽然在2节编组的情况下会配备车掌乘务，但本线日常仅为1节编组。
在国铁时代，高千穗线曾有同日丰本线直通运行至宫崎站的班次。
自1991年起，快速列车“高千穗号”开始运行，采用前方展望车厢指定席与一般车自由席的形式连接。2003年3月起，“观光神乐”号开始运行，并持续运行到2005年。
直至线路停运时，每天共有13对列车运行，发车间隔约为1小时，但有时发车间隔亦会超过2小时。
在转换为第三部门铁路后，高千穗线的车辆在高千穗站和延冈站进行夜间停泊；而在国铁时期，车辆则在日之影站停泊，并由次晨的始发上行列车由日之影站牵引至高千穗站回库。

## 历史
高千穗线最早作为改正铁道敷设法第119号“熊本縣高森经宮崎縣三田井至延冈铁道”的一部分被规划，但在国铁时代，只有延冈站～高千穗站区间部分开通。原本国铁计划继续将高千穗线延伸，并在高森站与高森线（现时的南阿苏铁道高森线）连接，但由于高千穗站～高森站的27.0公里路段在开挖隧道时发生异常涌水事故而暂停施工，并于1980年停工。
- 1935年（昭和10年）2月20日 - 日之影线延冈站～日向冈元站开通，新设西延冈站、行縢站、日向冈元站。
- 1936年（昭和11年）4月12日 - 日向冈元站至川水流站延长区段开通，新设曾木站、川水流站。
- 1937年（昭和12年）9月3日 - 川水流站～槇峰站延长区段开通，新设早日渡站、槇峰站。
- 1939年（昭和14年）10月11日 - 槇峰站～日之影站延长区段开通，新设日向八户站、日之影站。
- 1957年（昭和32年）2月1日 - 新设细见站、吐合站、上崎站、龟之崎站、吾味站。
- 1972年（昭和47年）7月22日 - 日之影站～高千穗站延长区段开通（仅旅客营业），线路改名为高千穗线。新设影待站、深角站、天岩户站、高千穂站。
- 1974年（昭和49年）4月1日 - 延冈站～日影站间停止货运营业。
- 1975年（昭和50年）2月 - 建设中的高森隧道发生异常涌水事故。高森町井水干涸，供水中断。
- 1976年（昭和51年）9月 - 高森隧道暂停施工。
- 1980年（昭和55年） -  伴随国铁再建法颁布，高千穂站～高森站之间的铁路建设工程被冻结。
- 1982年（昭和57年）
  - 8月13日 - 由于第11号台风引起的洪水，川水流站～高千穂站区间线路中断。
  - 8月25日 - 日之影站～高千穗站区间恢复运营。
  - 8月27日 - 川水流站～日向八户站区间恢复运营。
  - 12月20日 - 日向八户站～日之影站区间恢复运营，全线恢复[4]。
- 1984年（昭和59年）6月22日 - 作为第2次特定地方交通线获准废止。
- 1987年（昭和62年）4月1日 – 全线继承至九州旅客铁道。未开通路段由日本国有铁道清算事业团接管。
- 1988年（昭和62年）6月21日 - 决定转换为第三部门铁道。
- 1989年（平成元年）4月28日 – 全线废除，转换至高千穗铁道。列车运行数量增加，夜间停泊点由日之影站变更为高千穗站。
- 1993年（平成5年） - 高千穂站～高森站区间的铁路建设用地及建筑物等由日本国有铁道清算事业团无偿转让至高千穗町和高森町。
- 1995年（平成7年）1月1日 - 日之影站更名为日之影温泉站。
- 1996年（平成8年）1月1日 - 全线改为电子闭塞。
- 2005年（平成17年）9月6日 - 第14号台风冲毁第一五濑川桥梁和第二五濑川桥梁，全线大规模路基流失、树木倾倒，线路停运。同年12月决定放弃修复线路。
- 2006年（平成18年）9月5日 - 向九州运输局提交延冈站～槙峰站区间的废止申请
- 2007年（平成19年）
  - 9月6日 - 延冈站～槙峰站 (29.1 km) 废止。
  - 12月27日 - 向九州运输局提交槙峰站～高千穗站区间的废止申请
- 2008年（平成20年）12月28日  -  槙峰站～高千穗站 (20.9 km) 废止。

## 車站列表

### 開業路段
- 車站所在地的自治體名以休止時為準。全線都位於宮崎縣內。

| 中文站名   | 日文站名 | 英文站名 | 站間營業距離 | 累計營業距離 | 接續路線、備註                   | 所在地           |
| ---------- | -------- | -------- | ------------ | ------------ | -------------------------------- | ---------------- |
| 延岡       |          |          | -            | 0.0          | 九州旅客鐵道：日豐本線           | 延岡市           |
| 西延岡     |          |          | 4.1          | 4.1          |                                  | 延岡市           |
| 行縢       |          |          | 2.7          | 6.8          |                                  | 延岡市           |
| 細見       |          |          | 3.6          | 10.4         |                                  | 延岡市           |
| 日向岡元   |          |          | 1.2          | 11.6         |                                  | 延岡市           |
| 吐合       |          |          | 1.7          | 13.3         |                                  | 東臼杵郡北方町   |
| 曾木       |          |          | 1.3          | 14.6         |                                  | 東臼杵郡北方町   |
| 川水流     |          |          | 2.5          | 17.1         |                                  | 東臼杵郡北方町   |
| 上崎       |          |          | 2.8          | 19.9         |                                  | 東臼杵郡北方町   |
| 早日渡     |          |          | 5.0          | 24.9         |                                  | 東臼杵郡北方町   |
| 龜崎       |          |          | 1.5          | 26.4         |                                  | 東臼杵郡北方町   |
| 槙峰       |          |          | 2.7          | 29.1         |                                  | 西臼杵郡日之影町 |
| 日向八戶   |          |          | 2.4          | 31.5         |                                  | 西臼杵郡日之影町 |
| 吾味       |          |          | 1.4          | 32.9         |                                  | 西臼杵郡日之影町 |
| 日之影溫泉 |          |          | 4.7          | 37.6         | 原稱「日之影站」，1995年改為現稱 | 西臼杵郡日之影町 |
| 影待       |          |          | 2.8          | 40.4         |                                  | 西臼杵郡日之影町 |
| 深角       |          |          | 3.6          | 44.0         |                                  | 西臼杵郡日之影町 |
| 天岩戶     |          |          | 3.9          | 47.9         |                                  | 西臼杵郡高千穗町 |
| 高千穗     |          |          | 2.1          | 50.0         |                                  | 西臼杵郡高千穗町 |

### 未開業路段
站間距離除高千穗站以外的累計距離全部都是計劃距離。累計距離自延岡起，接續路線的公司名、車站所在地以工程凍結時為準。
| 中文站名 | 日文站名 | 站間距離（公里） | 累計距離 | 接續路線                                       | 所在地 | 所在地                           |
| -------- | -------- | ---------------- | -------- | ---------------------------------------------- | ------ | -------------------------------- |
| 高千穗   |          | -                | 50.0     | （國鐵高千穗線開業路段）                       | 宮崎縣 | 西臼杵郡高千穗町                 |
| 上野     |          | 4.0              | 54.0     |                                                | 宮崎縣 | 西臼杵郡高千穗町                 |
| 田原     |          | 3.0              | 57.0     |                                                | 宮崎縣 | 西臼杵郡高千穗町                 |
| 河內     |          | 2.6              | 59.6     |                                                | 宮崎縣 | 西臼杵郡高千穗町                 |
| 日向泊   |          | 6.3              | 65.9     |                                                | 熊本縣 | 阿蘇郡蘇陽町（現上益城郡山都町） |
| 高森     |          | 7.1              | 73.0     | 日本國有鐵道：高森線（現、南阿蘇鐵道：高森線） | 熊本縣 | 阿蘇郡高森町                     |

※河內站－日向泊站間預定通過高森町，但沒有車站設置計劃。

## 运输收支情况
| 年度 | 旅客輸送人员（1000人） | 一日1Km平均通过人员（人） | 铁道业营业收入（1000日元） | 铁道业营业费用（1000日元） |
| ---- | ---------------------- | ------------------------- | -------------------------- | -------------------------- |
| 1989 | 542                    | 785                       | 274,999                    | 321,618                    |
| 1990 | 565                    | 750                       | 284,027                    | 338,234                    |
| 1991 | 564                    | 827                       | 273,806                    | 330,102                    |
| 1992 | 608                    | 848                       | 277,109                    | 332,355                    |
| 1993 | 544                    | 798                       | 237,801                    | 326,402                    |
| 1994 | 603                    | 820                       | 270,095                    | 289,667                    |
| 1995 | 563                    | 763                       | 248,571                    | 268,057                    |
| 1996 | 544                    | 738                       | 245,951                    | 265,939                    |
| 1997 | 518                    | 692                       | 224,032                    | 243,388                    |
| 1998 | 481                    | 644                       | 214,050                    | 266,485                    |
| 1999 | 459                    | 622                       | 203,183                    | 281,412                    |
| 2000 | 434                    | 583                       | 189,793                    | 262,708                    |
| 2001 | 411                    | 577                       | 183,819                    | 245,918                    |
| 2002 | 381                    | 522                       | 175,795                    | 241,317                    |
| 2003 | 389                    | 539                       | 189,057                    | 244,061                    |
| 2004 | 365                    | 504                       | 179,702                    | 243,508                    |

- 民铁主要统计《日本铁道年鉴》1992年-2007年

## 未开业区间

### 铁路建设
连接熊本县和宫崎县延冈市的九州横断铁路计划在甲午战争后不久被提出。为此，国铁也相应计划了延宇线（宇土 - 延冈）。而民营资本方面，为建设连接熊本 - 延岡的铁路，也成立了熊延铁道，但两者后来均未实现。直到1922年改正铁道敷设法制定，才最终确认了熊本 - 立野 - 高森 - 高千穗 - 日之影 - 延冈的走向（熊本 - 立野为丰肥本线）。同年，高森线（现时的南阿苏铁道高森线）立野 - 高森区间亦开工建设。然而，由于财政困难，线路工程因此被中断。为此，熊本县、宫崎县、大分县的相关人员于1925年成立了“高千穗高森间铁道速成同盟会”。而作为同盟会运动的结果，铁路于1939年开通了延冈 - 日之影（现时的日之影温泉站）。然而，由于战争的激化，铁路的建设也难以为继。
在战后的1947年，在当地成立了“日之影高森间铁道敷设期成同盟会”，向政府请愿建设本线。1966年，日本铁道建设公团开始建设日之影站至高千穗站的区间，并于1972年竣工。高千穗站至高森站区间27.0公里的工程于1973年开工，拟1977年竣工。
然而，1977年2月，在距离正在开挖的高森隧道（计划长度6500m）入口2050m处，由于地下水脉意外切断，隧道出现了每分钟36吨的异常涌水，导致高森町8处泉水干涸，约1000户使用井水的家庭停水。虽然铁建公团采取措施用泵将隧道涌水排出并输送至镇上，但受灾范围仍然扩大到镇上约113公顷的水田。次年，隧道施工被暂时停止，铁建公团与当地就事故进行了赔偿谈判，并于事故发生十多年后的1989年签订了赔偿协议。
由于此次涌水事故，铁路建设工作被暂停。同时，随着汽车普及，当地对铁路的需求减少，加之1980年因国铁再建法的制定，全线建设预算遭到冻结，工程因此被全部取消。此时，高千穗站至高森站区间的建设进度为30%，但当时根据铁道公团高千穗铁道建设所的说法，此时全线可在7年内开通。
两端的高千穗线、高森线最终分别于1986年、1988年转为第三部门铁道。最终，连接这两条铁路的建设工程再未恢复，这一横断铁路计划就此无疾而终。

### 工程中止后的状況
国铁分立私有化时，这些用地、建筑物工地由日本国铁清算事业团接管，1993年无偿移交给沿线自治体。一些已完工的隧道和高架桥在1998年被拆除，之后，其中60%的土地被卖给了以前的地主。因此在未完工的工地上仍有未开工的部分，大部分不为人知，但随处可见界碑、堵塞的隧道、桥墩的痕迹等等。
高千穂町的葛原隧道，目前被神乐酒造用作“隧道仓库”，周边被开发为“隧道车站”可以免费游览。此外，附近的一部分土地被开发为“梦见路公园”。
因异常涌水而停工的高森隧道无偿转移到高森町，开发为亲水公园。目前，已经挖掘隧道2,055m中的前550m作为“高森涌水隧道公园”向公众收费开放。在国铁的原计划中，高森站原本将在隧道全部施工完成后迁建至隧道的入口附近。

## 代替运输
在高千穗线废止之前，宫崎交通在延冈和高千穗之间就运营着路线公交。因此，在高千穗废除时，宫崎交通仅通过增加公交线路的班次作为应对。此外，阿苏号和高千穗号城际巴士连接延冈、高千穗、五濑町、高森、熊本机场和熊本，可通往原计划连接的熊本县。

## 外部連結
- 高千穗鐵道